# البرتو دلگادو (بازیکن فوتبال اسپانیا)
البرتو دلگادو (انگلیسی: Alberto Delgado؛ زادهٔ ۴ ژوئن ۱۹۹۱) بازیکن فوتبال اهل اسپانیا است.
از باشگاه‌هایی که در آن بازی کرده‌است می‌توان به باشگاه فوتبال راسینگ سانتاندر اشاره کرد.
وی همچنین در تیم ملی فوتبال زیر ۱۶ سال اسپانیا بازی کرده‌است.